# Lou Fine

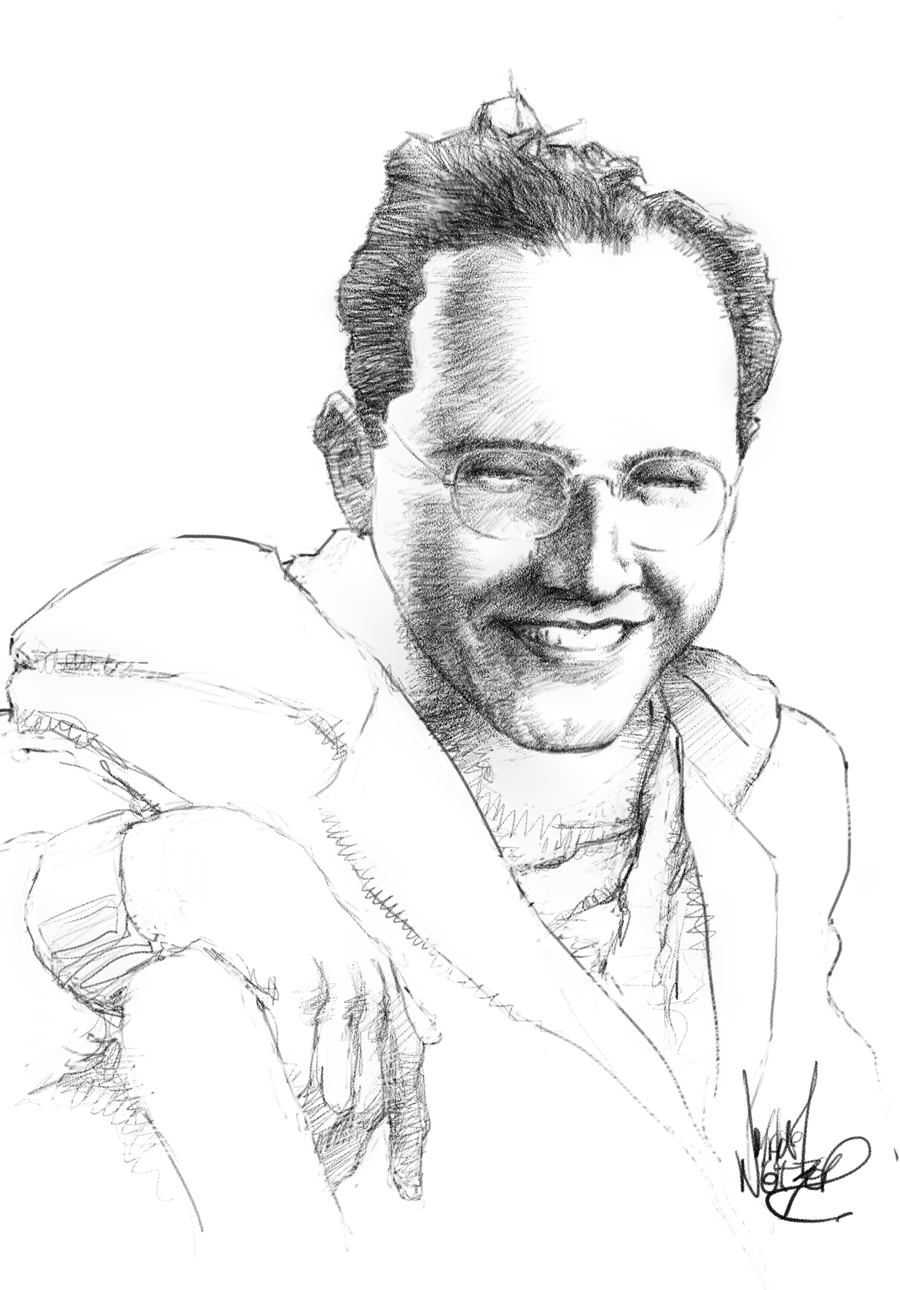
Lou Fine

Louis „Lou“ Kenneth Fine (* 26. November 1914 in New York; † 24. Juli 1971) war ein US-amerikanischer Comiczeichner und Illustrator.

## Leben
Fine, der früh an Kinderlähmung erkrankt war, studierte an der Grand Central Art School und dem Pratt Institute und wurde von den Zeichnungen Dean Cornwells, J.C. Leyendeckers und Heinrich Kleys beeinflusst. Fine zeichnete 1936 Wow, What a comic und arbeitete ab 1938 für Will Eisner und Jerry Iger an Stuart Taylor und Count of Monte-Christo. Später zeichnete er Comics, wie Black Condor und Uncle Sam, bevor er 1940 begann, als Stripzeichner und Illustrator für Zeitschriften wie Liberty und American Weekly zu arbeiten. Unterbrochen von seiner Militärzeit 1942 bis 1945 zeichnete Fine so unter anderem die Strips The Thropp Family und Space Conquerors sowie Adam Ames und Peter Scratch. Louis Fine, der sein Leben mit seiner Mutter zusammen gelebt hatte, starb 1971.